# Doedicurus

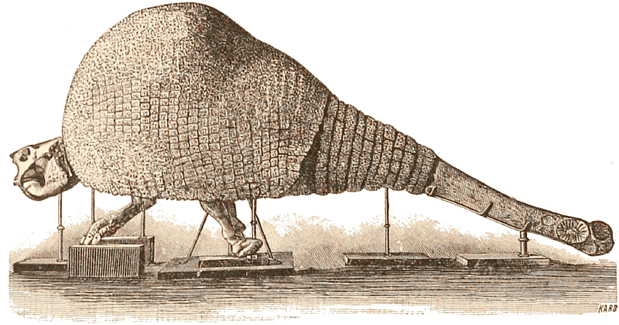
Gezeichnete Skelettrekonstruktion. Aus: James Dwight Dana: Manual of Geology, 1896

Doedicurus ist eine ausgestorbene Säugetiergattung und gehört zur Familie der Glyptodontidae. Die Gattung Doedicurus brachte mit einer Maximallänge von ca. 3,6 m die größten bisher bekannten Glyptodontiden hervor und trug zur Verteidigung nicht nur einen Schutzpanzer, sondern auch eine knöcherne Keule am Schwanzende (ähnlich wie Ankylosaurus). Der Schwanz bestand aus dem stark verfestigten, keulenförmigen Endstück und 6 beweglichen Ringen. Narben auf dem Endstück deuten darauf hin, dass es mit Stacheln bewehrt war. Möglich ist auch, dass es hornige Blasen waren, wie sie von Panochthus (einer anderen Gattung der Glyptodontidae) bekannt sind, der ebenfalls über eine Schwanzkeule verfügte. Auch die Zähne und der Rückenpanzer erinnern stark an Panochthus, und erstere unterscheiden sich deutlich von denen des Glyptodon. Doedicurus lebte im Pleistozän Südamerikas und starb erst vor rund 11.000 Jahren aus. Es war noch ein Zeitgenosse der ersten südamerikanischen Ureinwohner. Wie die übrigen Mitglieder der Glyptodontiden ernährte es sich wahrscheinlich von Gras.